# Fritz Herzberg
Fritz Herzberg (* 26. März 1937 in Göritz (Oder)) ist ein deutscher Landwirt und früherer Volkskammerabgeordneter für den Freien Deutschen Gewerkschaftsbund (FDGB).

## Leben
Herzberg stammt aus der Provinz Brandenburg und ist der Sohn eines Landwirts. Nach dem Besuch der Grund- und der Oberschule studierte er von 1955 bis 1960 Landwirtschaft an der Martin-Luther-Universität Halle-Wittenberg, wo er den Abschluss als Diplom-Landwirt erlangte. Danach arbeitete Herzberg als Zootechniker im VEG Tundersleben.

## Politik
Herzberg trat 1951 in die FDJ ein und war von 1956 bis 1959 FDJ-Gruppensekretär. 1955 wurde er Mitglied des FDGB. In den beiden Wahlperioden von 1963 bis 1967 und von 1967 bis 1971 war er Mitglied der FDGB-Fraktion in der Volkskammer der DDR.

## Auszeichnungen
- Aktivist der sozialistischen Arbeit